# Morpho theseus
Espèce
Morpho theseus est une espèce d'insectes lépidoptères (papillons) qui appartient à la famille des nymphalidés, sous-famille des Morphinae, à la tribu des Morphini et au genre Morpho.

## Dénomination
Morpho theseus a été décrit par l'entomologiste français Achille Deyrolle en 1860 sous le nom initial de Papilio hecuba.

### Nom vernaculaire
Morpho theseus se nomme Theseus Morpho en anglais.

### Sous-espèces
- Morpho theseus theseus présent en Colombie
- Morpho theseus aquarius Butler, 1872 ; présent au Costa Rica et en Colombie.
- Morpho theseus juturna Butler, 1870 ;  présent en Colombie, en Équateur et dans le nord du Pérou[2].
- Morpho theseus justitiae Salvin & Godman, 1868 ; présent au Costa Rica, au Honduras et au Guatemala.
- Morpho theseus oaxacensis Le Moult & Réal, 1962 ; présent au Mexique.
- Morpho theseus pacificus Krüger, 1925 ; présent en Colombie et en Équateur
- Morpho theseus perlmani Neild, 2001 ; présent au Venezuela
- Morpho theseus schweizeri (Maza, 1987) ; présent au Mexique.
- Morpho theseus triangulifera Le Moult & Réal, 1962 ; présent en Équateur
- Morpho theseus yaritanus Fruhstorfer, 1913 ; présent au Venezuela[1].

## Description
Morpho theseus est un grand papillon d'une envergure d'environ 115 mm aux ailes postérieures festonnées.
Le dessus des ailes antérieures est gris argent à cuivré suivant les sous-espèces avec au bord externe une bande marginale noire.
Le revers est marbré de cuivre et beige avec une ligne d'ocelles noirs pupillés de blanc et cernés de marron, aux ailes antérieures et aux ailes postérieures.

## Écologie et distribution
Morpho hecuba est présent au Mexique, au Costa Rica, au Honduras et au Guatemala, au Venezuela, en Colombie, en Équateur et dans le nord du Pérou.

### Protection
Pas de statut de protection particulier